# Tuppiap Qeqertaa
Tuppiap Qeqertaa (engelska: Tobias Island, danska (språk): Tobias Ø) är en ö i Grönland (Kungariket Danmark). Den ligger i den nordöstra delen av Grönland, 2 000 km nordost om huvudstaden Nuuk. Arean är 3,0 kvadratkilometer. 